# Noč (Michelangelo)
Noč je marmorna skulptura (155 × 150 cm, največja poševna dolžina 194 cm) avtorja Michelangela, ki je nastala v letih 1526–1531 in je del dekoracije Nove zakristije v cerkvi sv. Lovrenca v Firencah. Je ena izmed štirih alegorij delov dneva in je na levi strani na sarkofagu groba Giuliana de' Medici, vojvode Nemourskega.

## Zgodovina
Noč je bila med prvimi skulpturami, ki so bile dokončane, in je užival izjemno slavo. Francoski romantični pesnik  Baudelaira piše v pesmi L'Idéal iz Les Fleurs du Mal (Rože zla), kjer omenja kip:
Ou bien toi, grande Nuit, fille de Michel-Ange
Qui tors paisiblement dans une pose étrange
Tes appas façonnés aux bouches des Titans!
Noč silna, tebe, Michelangelova hči,
ki kažeš v čudni drži mik, ki, kot se zdi,
samo za ustnice Titanov izklesan je!
Giorgio Vasari v svojem Življenju o Michelangelu citira epigram Giovannija Strozzija, napisan morda leta 1544 v pohvalo Michelangelovi Noči:
La Notte che tu vedi in sì dolci atti
dormire, fu da un Angelo scolpita
in questo sasso e, perché dorme, ha vita:
destala, se nol credi, e parleratti.

Michelangelo je 1545–1546 odgovoril z nekaj verzi z naslovom: "Buonarrotov odziv", ki jih je "izrekel" samemu kipu, v katerih je pokazal, kako je spanje v luči nemirov, ki so divjali v Firencah med vlado Cosima I. Medičejskega, razlog za vedrino Noči v primerjavi z nemirom drugih kipov.
Starodavni viri (Doni) poročajo, kako je moral mojster zaradi poškodbe dvakrat popraviti levo roko kipa.

## Opis
Noč je predstavljena kot ženska personifikacija, gola, tako kot drugi kipi v seriji. Morda je imel za vzor antične upodobitve Lede ali Speče Ariadne: pravzaprav ležeči položaj, s pokrčeno levo nogo, naslonjeno glavo, zelo spominja na izgubljeno Michelangelovo risbo iz leta 1530 Leda in labod.
Leva roka je upognjena za hrbtom, desna pa drži glavo naslonjeno na levo stegno. To povzroči zasuk, ki obrne trup v korist gledalca. Njeni lasje so dolgi, zbrani v pletenicah in na glavi nosi tiaro s polmesecem in zvezdo.
Med različnimi predlaganimi ikonološkimi besedili je bil kip videti kot simbol zraka ali vode, melanholičnega temperamenta humorne teorije, plodnosti noči. Atributi so razpršeni po sliki in niso sporni kot običajno. So sova (nočna žival), šopek cvetov, ki morda predstavljajo mak (simbol plodnosti in zaspanosti kot opijat) in maska, ki lahko pomeni nočne sanje ali smrt, razumljeno kot spanje telesa v čakanju za vstajenje.

## Posebnost
Kip s svojo edinstveno držo opisuje Charles Baudelaire, ki ga v istoimenskem sonetu Rože zla omenja kot enega od možnih simbolov "ideala": »'Ce qu'il faut à ce coeur globina comme un abîme, c 'est vous, Lady Macbeth ... ou bien toi, grande Nuit, fille de Michel-Ange ...«.

## Galerija
- Detajl. Foto Paolo Monti, 1975
- Noč na grobu Giuliana de' Medici
- Kopija v Puškinovem muzeju, Moskva